# 阿布扎比国家石油公司
阿布扎比国家石油公司（阿拉伯语：‎，縮寫為：ADNOC）是阿拉伯联合酋长国的国有石油企业。以產油量而言，為阿聯最大、全球第12大石油公司。截至2021年，該公司的石油日產量超過400萬桶，預計於2030年達到每日500萬桶。
阿布達比國家石油公司的產油量於1990年代大致平穩，約為每日250萬桶。2008年，產油量增至每日290萬桶。由於該公司的保密狀況以致其財務指標較難分析，但也有說法指其內部管理良好且高效率。
阿布達比國家石油公司係全球少數因氣候變遷導致減產壓力日漸增大下，仍進行大量投資以提高石油產量的公司，同時也是2023年聯合國氣候變遷大會（COP28）的主辦方之一。